# Гумовський Олексій Васильович
Олексій Васильович Гумовський (нар. 2 квітня 1973) — український ентомолог, фахівець з їздців, член-кореспондент НАН України (2021), професор (2021), доктор біологічних наук (2008), завідувач відділу систематики ентомофагів та екологічних основ біометоду Інституту зоології імені І. І. Шмальгаузена НАН України. Лауреат Премії імені І. І. Шмальгаузена НАН України (2014). Автор понад 90 наукових публікацій, зокрема двох монографій, причому більшість статей опублікована у провідних міжнародних журналах, таких, як «Zootaxa», «Zoologica Scripta», «Cladistics» тощо. Також брав участь у створенні Національного атласу України (2007). Описав близько 92 видів і 11 родів (станом на 2023) нових для науки сучасних і викопних їздців з усіх частин світу.

## Життєпис
У 1995 році закінчив кафедру зоології біологічного факультету Київського національного університету, після чого вступив до аспірантури в Інститут зоології імені І. І. Шмальгаузена НАН України і згодом залишився працювати в цій установі. У 1998 році захистив кандидатську дисертацію на тему «Їздці-ентедоніни (Hymenoptera: Eulophidae, Entedoninae) України: морфо-біологічний аналіз та еколого-фауністичний огляд» під керівництвом М. Д. Зерової. 2008 року захистив докторську дисертацію на тему «Їздці родин Eulophidae та Tetracampidae (Hymenoptera: Chalcidoidea): морфо-біологічні особливості та філогенія». З 2011 року очолює відділ систематики ентомофагів та екологічних основ біометоду Інституту зоології імені І. І. Шмальгаузена НАН України. 26 травня 2021 року обраний членом-кореспондентом НАН України. 27 вересня 2021 року присвоєне вчене звання професора.

## Деякі найважливіші наукові праці

### Монографії
- Гумовський О. В. 2012. Їздці родини Eulophidae (Hymenoptera: Chalcidoidea): систематика, морфологія і біологічні особливості. Київ: Наукова думка. 216 c.
- Chalcidoidea of the World. CABI, 2024. 840 pp. (співавтор 5 розділів)

### Статті
- Гумовський О. В. 1997. Огляд жуків-довгоносиків роду Cionus (Coleoptera, Curculionidae) з даними про їхніх хальцидоїдних паразитів (Hymenoptera, Chalcidoidea). Журнал Українського ентомологічного товариства. 3 (3-4): 49—72.
- Gumovsky A. 2001. Review of the genus Paracrias (Hymenoptera, Eulophidae). Vestnik Zoologii. 35 (5): 9—26.
- Gumovsky A. 2001. The status of some genera allied to Chrysonotomyia and Closterocerus (Hymenoptera: Eulophidae, Entedoninae), with description of a new species from Dominican amber. Phegea. 29 (4): 125—141.
- Gumovsky A., Ubaidillah R. 2002. Revision of the genus Parzaommomyia Girault (Hymenoptera: Eulophidae), with taxonomic notes on related genera. Zoologische Mededelingen. 76 (9): 93—132.
- Gladun D., Gumovsky A. 2006. The pretarsus in Chalcidoidea (Hymenoptera Parasitica): Functional morphology and possible phylogenetic implications. Zoologica Scripta. 35 (6): 607—626.
- Gumovsky A. V. 2007. A taxonomic revision, biology and morphology of immature stages of the Entedon sparetus species group (Hymenoptera: Eulophidae), egg-larval endoparasitoids of weevils (Coleoptera: Curculionidae). Bulletin of Entomological Research. 97: 139—166.
- Gumovsky A., Rusina L., Firman L. 2007. Bionomics and morphological and molecular characterization of Elasmus schmitti and Baryscapus elasmi (Hymenoptera: Chalcidoidea, Eulophidae), parasitoids associated with a paper wasp, Polistes dominulus (Vespoidea, Vespidae). Entomological Science. 10 (1): 21—34.
- Heraty J. M., … Gumovsky A., … 2013. A phylogenetic analysis of the megadiverse Chalcidoidea (Hymenoptera). Cladistics[en]. 29 (5): 466—542.
- Gumovsky A. 2016. A review of genera and described Afrotropical species of Tetracampinae (Hymenoptera: Tetracampidae), with description of a new genus from East Central Africa. Zootaxa. 4111 (4): 393—420.
- Gumovsky A. 2016. Review of Afrotropical species of Goetheana Girault (Hymenoptera: Eulophidae), with description of a new species. Zootaxa. 4147 (5): 551—563.
- Gumovsky A., Perkovsky E., Rasnitsyn A. 2018. Laurasian ancestors and «Gondwanan» descendants of Rotoitidae (Hymenoptera: Chalcidoidea): What a review of Late Cretaceous Baeomorpha revealed. Cretaceous Research. 84: 286—322.
- Cruaud A., … Gumovsky A., … Rasplus J.-Y. 2019. Optimized DNA extraction and library preparation for minute arthropods: Application to target enrichment in chalcid wasps used for biocontrol. Molecular Ecology Resources. 19 (3): 702—710.
- Gumovsky A. 2023. Revision of Xiphentedon Risbec, 1957 and Colpixys Waterston, 1916 (Hymenoptera, Eulophidae), with descriptions of new species from the Afrotropics. European Journal of Taxonomy. 905 (1): 1—83.
- Cruaud A., … Gumovsky A., … Heraty J. 2024 (2023). The Chalcidoidea bush of life: evolutionary history of a massive radiation of minute wasps. Cladistics[en]. 40 (1): 34—63.

## Цитування
Станом на 2024 рік має такі наукометричні показники: індекс Гірша 12 у Scopus (557 цитувань, 36 документів) і 16 у Google Scholar (1133 цитування).

## Керівництво дисертаційними роботами
Під керівництвом Олексія Гумовського захищено 4 дисертації на здобуття ступеня кандидата наук (доктора філософії):
- Варга Олександр Олександрович — «Їздці-пімпліни (Hymenoptera, Ichneumonidae, Pimplinae) Українських Карпат», 2016
- Мартинова Катерина Василівна — «Хрізідіди (Hymenoptera, Chrysididae) Східної України (видовий склад, морфологічні та екологічні особливості)», 2016
- Васько Богдан Миколайович — «Пластинчастовусі жуки (Coleoptera, Scarabaeoidea) лісових та лісостепової зон Правобережної України», 2020
- Стецун Галина Аполінаріївна — «Морфо-функціональна характеристика жала рийних ос родини Crabronidae (Insecta: Hymenoptera) та філогенетична значущість його ознак», 2022

## Описані таксони
Всі описані таксони є їздцями надродини Chalcidoidea, наведені згідно «Universal Chalcidoidea Database» (станом на 2019), з доповненнями за пізнішими публікаціями.

### Види
Eulophidae
- Afronympha eminpashai Gumovsky & van Noort, 2022 — ДР Конго та Уганда
- Afrotroppopsis risbeci Gumovsky, 2007 — Сенегал і Південна Африка
- Ceranisus amanosus Doganlar, Gumovsky & Doganlar, 2009 — Туреччина
- Ceranisus jabanitarlensis Doganlar, Gumovsky & Doganlar, 2011 — Україна
- Ceranisus ukrainensis Doganlar, Gumovsky & Doganlar, 2011 — Україна
- Chrysonotomyia dominicana Gumovsky, 2001 (викопний) — домініканський бурштин (Домініканська Республіка)
- Clypecharis rostrifera Gumovsky, 2003 — Австралія
- Colpixys eburnus Gumovsky, 2023 — Кот-д'Івуар
- Derostenus persicus Gumovsky, 2003 — Іран
- Derostenus trjapitzini Gumovsky, 2003 — Приморський край
- Entedon alveolatus Gumovsky, 1996 — Приморський край
- Entedon amethysteus Gumovsky, 1996 — Приморський край
- Entedon angorensis Gumovsky, 1999 — Туреччина
- Entedon erythrinae Gumovsky & Ramadan, 2011 — Африка та Гаваї
- Entedon fursovi Gumovsky, 1996 — Приморський край
- Entedon jozsefi Gumovsky, 1999 — Угорщина
- Entedon levadae Gumovsky, 1999 — Приморський край
- Entedon lucasi Gumovsky, 2007 — Алжир
- Entedon marusiki Gumovsky, 1999 — Україна, Угорщина, Росія та Казахстан
- Entedon tobiasi Gumovsky, 2003 — Узбекистан
- Entedon ukrainicus Gumovsky, 1999 — Україна
- Entedon zerovae Gumovsky, 1995 — Приморський край і Центральна Азія
- Goetheana kobzari Gumovsky, 2016 — Африка
- Hakuna matata[en] Gumovsky & Boucek, 2006 — Уганда
- Horismenus hirsutus (Gumovsky & Boucek, 2003) (Podkova hirsuta Gumovsky & Boucek, 2003) — Бразилія
- Janicharis africana Gumovsky & Delvare, 2006 — Камерун, Нігерія та Мадагаскар
- Lautaroderus malalcahuello Gumovsky, 2023 — Чилі
- Myrmobomyia malayana Gumovsky & Boucek, 2005 — Малайзія
- Paracrias canadensis Gumovsky, 2001 — Канада
- Paracrias huberi Gumovsky, 2001 — Канада
- Paracrias laticalcar Gumovsky, 2001 — Канада
- Paracrias panamensis Gumovsky, 2001 — Панама
- Paracrias schauffi Gumovsky, 2001 — Мексика
- Paracrias woldai Gumovsky, 2001 — Панама
- Parzaommomyia achterbergi Gumovsky & Ubaidillah, 2002 — Малайзія та Індонезія
- Parzaommomyia africana Gumovsky & Ubaidillah, 2002 — Нігерія
- Parzaommomyia crassicornis Gumovsky & Ubaidillah, 2002 — Індонезія та Папуа Нова Гвінея
- Parzaommomyia incompleta Gumovsky & Ubaidillah, 2002 — Папуа Нова Гвінея
- Parzaommomyia sulensis Gumovsky & Ubaidillah, 2002 — Малайзія та Індонезія
- Pediobius achterbergi (Gumovsky, 2001) (Rhynchentedon achterbergi Gumovsky, 2001) — Малайзія
- Pediobius afroteres Gumovsky, 2018 — Африка
- Pediobius askari Gumovsky, 2018 — Африка
- Pediobius erinaceus Gumovsky, 2021 — Уганда
- Pediobius ikedai Gumovsky, 2003 — Японія
- Pediobius kafroteres Gumovsky, 2018 — Камерун
- Pediobius maleficus Gumovsky, 2018 — центральна Африка
- Pediobius narendrani (Gumovsky, 2004) (Rhynchentedon narendrani Gumovsky, 2004) — В'єтнам
- Pediobius nganga Gumovsky, 2018 — ДР Конго
- Pediobius orungu Gumovsky, 2018 — Габон
- Pediobius rohombaya Gumovsky, 2018 — центральна Африка
- Setelacher lasallei Gumovsky & van Noort, 2020 — центральна Африка
- Sporrongia tobagoiensis Gumovsky, 1998 — Тринідад і Тобаго
- Trisecodes africanum Gumovsky, 2014 — Камерун, Гвінея та Уганда
- Xiphentedon acutigena Gumovsky, 2023 — центральна та південна Африка
- Xiphentedon danielssoni (Gumovsky, 1997) (Entedon danielssoni Gumovsky, 1997) — Південна Африка
- Xiphentedon dewittei Gumovsky, 2023 — ДР Конго
- Xiphentedon forceps Gumovsky, 2023 — центральна та південна Африка
- Xiphentedon gerardi Gumovsky, 2023 — центральна та південна Африка
- Xiphentedon halli (Gumovsky, 1997) (Entedon halli Gumovsky, 1997) — Сьєрра-Леоне
- Xiphentedon jeanyvesi Gumovsky, 2023 — центральна та південна Африка
- Xiphentedon kivuensis Gumovsky, 2023 — ДР Конго
- Xiphentedon musimba Gumovsky, 2023 — ДР Конго
- Xiphentedon neserorum Gumovsky, 2023 — Південна Африка
- Xiphentedon nimba Gumovsky, 2023 — Гвінея
- Xiphentedon palabora Gumovsky, 2023 — Південна Африка
- Xiphentedon sangha Gumovsky, 2023 — Центральноафриканська Республіка
- Xiphentedon simoni Gumovsky, 2023 — Танзанія
- Xiphentedon wieringai Gumovsky, 2023 — центральна Африка

Rotoitidae
- Baeomorpha avamica Gumovsky, 2018 (викопний) — таймирський бурштин (Таймир)
- Baeomorpha baikurensis Gumovsky, 2018 (викопний) — таймирський бурштин (Таймир)
- Baeomorpha bianellus Gumovsky, 2018 (викопний) — таймирський бурштин (Таймир)
- Baeomorpha caeleps Gumovsky, 2018 (викопний) — таймирський бурштин (Таймир)
- Baeomorpha gracilis Gumovsky, 2018 (викопний) — таймирський бурштин (Таймир)
- Baeomorpha ingens Gumovsky, 2018 (викопний) — таймирський бурштин (Таймир)
- Baeomorpha popovi Gumovsky, 2018 (викопний) — таймирський бурштин (Таймир)
- Baeomorpha quattorduo Gumovsky, 2018 (викопний) — таймирський бурштин (Таймир)
- Baeomorpha quattoruno Gumovsky, 2018 (викопний) — таймирський бурштин (Таймир)
- Baeomorpha yantardakh Gumovsky, 2018 (викопний) — таймирський бурштин (Таймир)
- Baeomorpha zherikhini Gumovsky, 2018 (викопний) — таймирський бурштин (Таймир)

Tetracampidae
- Afrocampe prinslooi Gumovsky, 2018 — Південна Африка
- Dipriocampe bouceki Gumovsky & Perkovsky, 2005 (викопний) — рівненський бурштин (Україна)
- Kilomotoia kitoko Gumovsky, 2016 — ДР Конго та Уганда

Encyrtidae
- Psyllaephagus blastopsyllae Tamesse, Soufo, Tchanatame, Dzokou, Gumovsky & De Coninck, 2014 — Камерун

### Роди
Eulophidae
- Afronympha Gumovsky & van Noort, 2022
- Afrotroppopsis Gumovsky, 2007
- Clypecharis Gumovsky, 2003
- Hakuna Gumovsky & Boucek, 2006
- Janicharis Gumovsky & Delvare, 2006
- Lautaroderus Gumovsky, 2023
- Myrmobomyia Gumovsky & Boucek, 2005
- Podkova Gumovsky & Boucek, 2003
- Sporrongia Gumovsky, 1998

Tetracampidae
- Afrocampe Gumovsky, 2018
- Kilomotoia Gumovsky, 2016